# Santa Rita Ranch
Santa Rita Ranch es un lugar designado por el censo ubicado en el condado de Williamson en el estado estadounidense de Texas. En el Censo de 2020 tenía una población de 3152 habitantes y una densidad poblacional de 307,21 habitantes por km². Fue incluido como CDP en el censo de 2020.

## Geografía
Santa Rita Ranch se encuentra ubicado en las coordenadas 30°39′58″N 97°49′54″O / 30.66611, -97.83167. Según la Oficina del Censo de los Estados Unidos,  tiene una superficie total de 10,26 km², de la cual 10,24 km² corresponden a tierra firme y 0,02 km² a agua.